# Iris barnumiae
Iris barnumiae là một loài thực vật có hoa trong họ Diên vĩ. Loài này được Foster & Baker miêu tả khoa học đầu tiên năm 1888.